# Prümzurlay
Prümzurlay là một đô thị ở huyện Bitburg-Prüm, trong bang Rheinland-Pfalz, phía tây nước Đức. Đô thị Prümzurlay có diện tích 3,83 km², dân số thời điểm ngày 31 tháng 12 năm 2006 là 552 người.